# Kuala Sugihan
Kuala Sugihan is een bestuurslaag in het regentschap Banyuasin van de provincie Zuid-Sumatra, Indonesië. Kuala Sugihan telt 1163 inwoners (volkstelling 2010).